# 奄美犬
奄美犬（あまみいぬ）は、鹿児島県の奄美群島原産の日本犬の一種である。

## 概要
奄美群島の奄美大島と徳之島ではイノシシ猟が盛んであり、そのための猟犬として在来犬が使役されていた。徳之島の南島縄文期の貝塚から小型犬の骨が発見されており、奄美犬は石器時代に存在した犬の子孫と考えれれる。
奄美大島ではイノシシを狩る際には在来犬でなければならないとされている。一時期に洋犬が入って雑種が作られたが、洋犬の血が入った犬は覇気に乏しくなったことから在来犬だけで繁殖されるようになった。血球ヘモグロビンA遺伝子の方は多くがB型で、朝鮮半島から流入したA型は殆どなかった。
徳之島でも専ら在来犬がイノシシ猟で使役されていた。しかし、第二次世界大戦の影響で狩猟の中止をよぎなくされ、犬の保持が困難となった。これにより野犬化や雑種化が進み、野犬狩りや畜犬税の負担も相まって純度の高い犬は屠殺ないし野犬化していった。

## 特徴
毛色は白・黒・虎など様々であり、被毛は短く粗剛である。やや大きめの立耳で、舌が黒い舌斑を持っいて、四ツ目のものも多い。胴は比較的長くて細く、尾は巻尾か差し尾である。四肢は細くて軽快であり、牙は大きく、眼光は鋭い。これらの特徴は徳川時代の薩摩犬と似ている。
中型と小型の2種類が存在しており、中型は体高47cm前後で、小型は39cm前後であった。突進するイノシシに対して身軽で、噛みついた際に猪牙の被害を被ることがすくないことから、小型のものが好まれた。
薩摩犬に似て気性が極めて強く、敏捷かつ勇猛果敢で最後までイノシシと戦い抜いた。奄美犬を紀州犬と比較したところ、紀州犬は竦んで吠えて叫んでいたのに対して、奄美犬は毅然としていた。